# Urban Scaling
Urban Scaling (wörtlich städtische Skalierung) nennen Wissenschaftler das Phänomen, dass in wachsenden Städten der Wohlstand schneller steigt als die Einwohnerzahl. Dieses Phänomen wird mit den produktivitätssteigernden Wirkungen sozialer Netze in urbanisierten Siedlungsstrukturen erklärt.

## Theorie
Die Urban-Scaling-Theorie von Luís Bettencourt, Professor für komplexe Systeme am Santa Fe Institute in Santa Fe (New Mexico, USA), wonach eine Stadt überproportional zum Bevölkerungswachstum floriert, wurde durch eine Analyse archäologischer Ausgrabungen von historischen menschlichen Siedlungen, die in den Jahren 1960 bis 1975 im Tal von Mexiko durchgeführt worden waren, bestätigt. Das Ergebnis wurde im wissenschaftlichen Journal Science Advances am 1. Februar 2015 veröffentlicht.